# Гаращенков, Сергей Игоревич
Сергей Игоревич Гаращенков (укр. Сергій Ігорович Гаращенков; 16 мая 1990, Новогродовка, Донецкая область) — украинский футболист, защитник

## Карьера
В сезоне 2010/11 годов был заявлен за донецкий «Шахтёр» в футбольной Премьер-лиге Украины.
После перехода в «Амкар» сыграл 9 матчей за молодёжный состав, прежде чем дебютировать за основу в матче с «Тереком», выйдя на замену вместо Константина Васильева. Первый матч в стартовом составе сыграл на позиции правого защитника против «Томи» 18 марта 2012 года, заменяя дисквалифицированного Захари Сиракова.
Будучи в январе выставленным на трансфер, 3 февраля 2013 года перешёл в футбольный клуб со Львова «Карпаты», подписав четырёхлетний контракт. Не доиграв даже половины срока контракта, по обоюдному согласию с клубом расторг контракт и получил статус свободного агента. С июля 2013 года играл за «Ильичёвец».
В апреле 2015 года перешёл в белорусский «Слуцк».
В сентябре 2018 года стал игроком «Сум».
В апреле 2019 года решением КДК ФФУ пожизненно отстранён от любой деятельности, связанной с футболом, за участие в организации договорных матчей. После дополнительного рассмотрения дела срок дисквалификации был изменён на 3 года.

## Достижения
- Чемпион Второй лиги Украины, группы Б 2007/2008